# 2001-es jégkorong-világbajnokság
A 2001-es jégkorong-világbajnokság a 65. világbajnokság volt, amelyet a Nemzetközi Jégkorongszövetség szervezett. A vb-ken a csapatok három szinten vettek részt. A világbajnokságok végeredményei alapján alakult ki a 2002-es jégkorong-világbajnokság főcsoportjának illetve divízióinak mezőnye.

## Főcsoport
A főcsoport világbajnokságát 16 csapat részvételével április 28. és május 13. között rendezték Németországban.
- Csehország – Világbajnok
- Finnország
- Svédország
- Egyesült Államok
- Kanada
- Oroszország
- Szlovákia
- Németország
- Svájc
- Ukrajna
- Ausztria
- Olaszország
- Lettország
- Fehéroroszország – Kiesett a divízió I-be
- Norvégia – Kiesett a divízió I-be
- Japán*

* – Japán egy távol-keleti selejtezőt játszott 2001 októberében, amelyet megnyert, így bentmaradt a főcsoportban.

## Divízió I
A divízió I-es jégkorong-világbajnokság A csoportját Grenoble-ben, Franciaországban április 16. és 22. között, a B csoportját Ljubljanában, Szloveniában április 15. és 21. között rendezték.
| A csoport - Lengyelország – Feljutott a főcsoportba - Franciaország - Dánia - Magyarország - Hollandia - Litvánia – Kiesett a divízió II-be | B csoport - Szlovénia – Feljutott a főcsoportba - Nagy-Britannia - Kazahsztán - Horvátország - Kína - Észtország – Kiesett a divízió II-be |

## Divízió II
A divízió II-es jégkorong-világbajnokság A csoportját Majadahondában, Spanyolországban április 1. és 7. között, a B csoportját Bukarestben, Romániában március 26. és április 1. között rendezték.
| A csoport - Dél-Korea – Feljutott a divízió I-be - Spanyolország - Ausztrália - Dél-afrikai Köztársaság - Izland - Új-Zéland – Kiesett a divízió II selejtezőjébe | B csoport - Románia – Feljutott a divízió I-be - Izrael - Jugoszlávia - Bulgária - Belgium - Mexikó – Kiesett a divízió II selejtezőjébe |